# Стрельцов, Виктор Николаевич
Виктор Николаевич Стрельцов (2 апреля 1910, Бодайбинский район, Сибирский край — 31 мая 1972, Кривой Рог, Днепропетровская область) — советский военный, гвардии красноармеец, разведчик взвода пешей разведки 273-го гвардейского стрелкового полка 89-й гвардейской стрелковой дивизии 37-й армии Степного фронта. Герой Советского Союза (1943).

## Биография
Родился 2 апреля 1910 года в посёлке Весенний Киренского уезда Иркутской губернии (ныне в Бодайбинском районе Иркутской области).
Жил в селе Покровка Ачинского района Красноярского края. Работал забойщиком шахты на прииске в Якутии.
В Красной армии с августа 1941 года. В действующей армии с сентября 1943 года. Член ВКП(б) с 1944 года.
Разведчик взвода пешей разведки 273-го гвардейского стрелкового полка гвардии красноармеец Виктор Стрельцов в числе первых 29 сентября 1943 года с группой бойцов переправился через реку Днепр в районе села Келеберда Кременчугского района Полтавской области. Группа, проведя разведку боем, уточнила систему огня в обороне противника. В бою на плацдарме уничтожил несколько противников и добыл ценные разведывательные данные.
Указом Президиума Верховного Совета СССР от 20 декабря 1943 года за образцовое выполнение боевых заданий командования и проявленные при этом мужество и героизм гвардии красноармейцу Стрельцову Виктору Николаевичу присвоено звание Героя Советского Союза с вручением ордена Ленина и медали «Золотая Звезда».
После войны демобилизован. Работал в Якутии на Ленском прииске, затем в Челябинской области. 
Жил в городе Кривой Рог, где умер 31 мая 1972 года.

## Награды
- Медаль «Золотая Звезда» (СССР) (20.12.1943);
- Орден Ленина (20.12.1943);
- медали.

## Память
- Имя на Стеле Героев в Кривом Роге.